# Dream Street (альбом Пегги Ли)
Dream Street — студийный альбом американской певицы Пегги Ли, выпущенный в 1957 году на лейбле Decca Records.

## Предыстория и запись
Альбом включает в себя двенадцать композиций, которые были записаны в течение двух сессий 5 июня и 7 июня 1956 года. Как и для Black Coffee, для этого певица сама отбирала весь материал. В интервью журналу DownBeat от 21 марта 1957 года Ли прокомментировала альбом: «Я выбрала мелодии, которые действительно хотела записать в течение долгого времени. Непривычные композиции „Too Late Now“ и „So Blue“… Я чувствовала потребность записать материал, который был бы другим для меня».
Ни на одном из изданий на виниловой пластинке не был указан дирижёр альбома, но в японском переиздании 1999 года фигурирует имя Сая Оливера, который к тому же был штатным дирижёром на Decca Records.

## Релиз
Альбом был выпущен в январе 1957 года в США и Канаде. Готовя к выпуску новую пластинку зарубежные лейблы столкнулись с проблемой: они не имели прав на выпуск одной из песен с альбома — «I’ve Grown Accustomed To Her Face». В итоге трек был заменён песнями «I’ve Got You Under My Skin» или «I Don’t Know Enough About You». Также в зависимости от региона была использована своя обложка: в британском издании рисунок Пегги Ли был заменён на фотографию, а в австралийском — на другой рисунок, но фон с нарисованной улицей оставался везде один и тот же. Японское издание 1974 года имело оригинальную обложку и трек-лист, в 1989 году он был переиздан там на компакт-диске с тремя дополнительными треками, а в 1999 году была издана ремастеринговая версия.

## Отзывы критиков
| Оценки критиков               | Оценки критиков |
| Источник                      | Оценка          |
| ----------------------------- | --------------- |
| AllMusic                      | [ 3 ]           |
| Encyclopedia of Popular Music | [ 6 ]           |

В своей рецензии для AllMusic Джейсон Анкени заметил, что на этом альбоме Пегги Ли раскрывается в её самой интимной и меланхолической форме, которая заметно отличается от её привычных «сахарных» песен для Decca, и эффективно представляет первую по-настоящему взрослую музыку в её карьере.

## Список композиций
| №  | Название                 | Автор(ы)                    | Длительность |
| -- | ------------------------ | --------------------------- | ------------ |
| 1. | «Street of Dreams»       | Сэм М. Льис, Виктор Янг     | 3:22         |
| 2. | «What’s New?»            | Джонни Берк, Боб Хаггарт    | 2:59         |
| 3. | «You’re Blasé»           | Орд Гамильтон, Брюс Сьевьер | 2:50         |
| 4. | «It’s All Right with Me» | Коул Портер                 | 2:24         |
| 5. | «My Old Flame»           | Сэм Кослоу, Артур Джонстон  | 2:38         |
| 6. | «Dancing on the Ceiling» | Ричард Роджерс, Лоренц Харт | 3:40         |

| №                   | Название                            | Автор(ы)                                 | Длительность |
| ------------------- | ----------------------------------- | ---------------------------------------- | ------------ |
| 1.                  | «It Never Entered My Mind»          | Ричард Роджерс, Лоренц Харт              | 3:01         |
| 2.                  | «Too Late Now»                      | Бертон Лэйн, Алан Джей Лернер            | 3:49         |
| 3.                  | «I’ve Grown Accustomed to His Face» | Алан Джей Лернер, Фредерик Лоу           | 2:47         |
| 4.                  | «Something I Dreamed Last Night»    | Сэмми Фейн, Херб Мэджисон, Джек Йеллен   | 2:29         |
| 5.                  | «Last Night When We Were Young»     | Гарольд Арлен, Йип Харберг               | 2:56         |
| 6.                  | «So Blue»                           | Лев Браун, Бадди Девильва, Рэй Хендерсон | 2:14         |
| Общая длительность: | Общая длительность:                 | Общая длительность:                      | 35:09        |